# Ragvald Magnusson (Lejonbalk)
Ragvald Magnusson (Lejonbalk), var ett svenskt riksråd.

## Biografi
Ragvald Magnusson (Lejonbalk) var son till lagmannen Magnus Karlsson (Lejonbalk) i Tiohärads lagsaga och Ragnhild Ragvaldsdotter. Han nämns första gången 1319 och var 1320 riksråd. Ragvald Magnusson nämns sista gången 1322.

### Familj
Ragvald Magnusson gifte sig första gången troligen med en dotter till marsken Karl Gustafsson (marsk).
Han gifte sig andra gången med Ingrid Filipsdotter, dotter till riksrådet Filip Ulfsson (Ulv). De fick tillsammans sonen Magnus Ragvaldsson (Lejonbalk). Efter Ragvald Magnussons rödd gifte Ingrid Filipsdotter om sig med riddaren Karl Bengtsson (Oxhuvud, Karl Bengtssons ätt).